# Red (High and Mighty Color)
RED è il diciottesimo singolo degli High and Mighty Color.

## Il disco
È stato distribuito digitalmente il 9 dicembre 2009, e successivamente su iTunes Japan e Japan Files il 23 dicembre 2009. 
 Il brano è un omaggio al popolare manga omonimo di Kenichi Muraeda.

## Lista tracce
1. RED (HALCA, Yūsuke, MEG)  – 3:39

## Formazione
- HALCA – voce
- Yūsuke – seconda voce
- MEG – chitarra solista, cori
- Kazuto – chitarra ritmica, cori
- Mackaz – basso
- SASSY – batteria